# Komberging

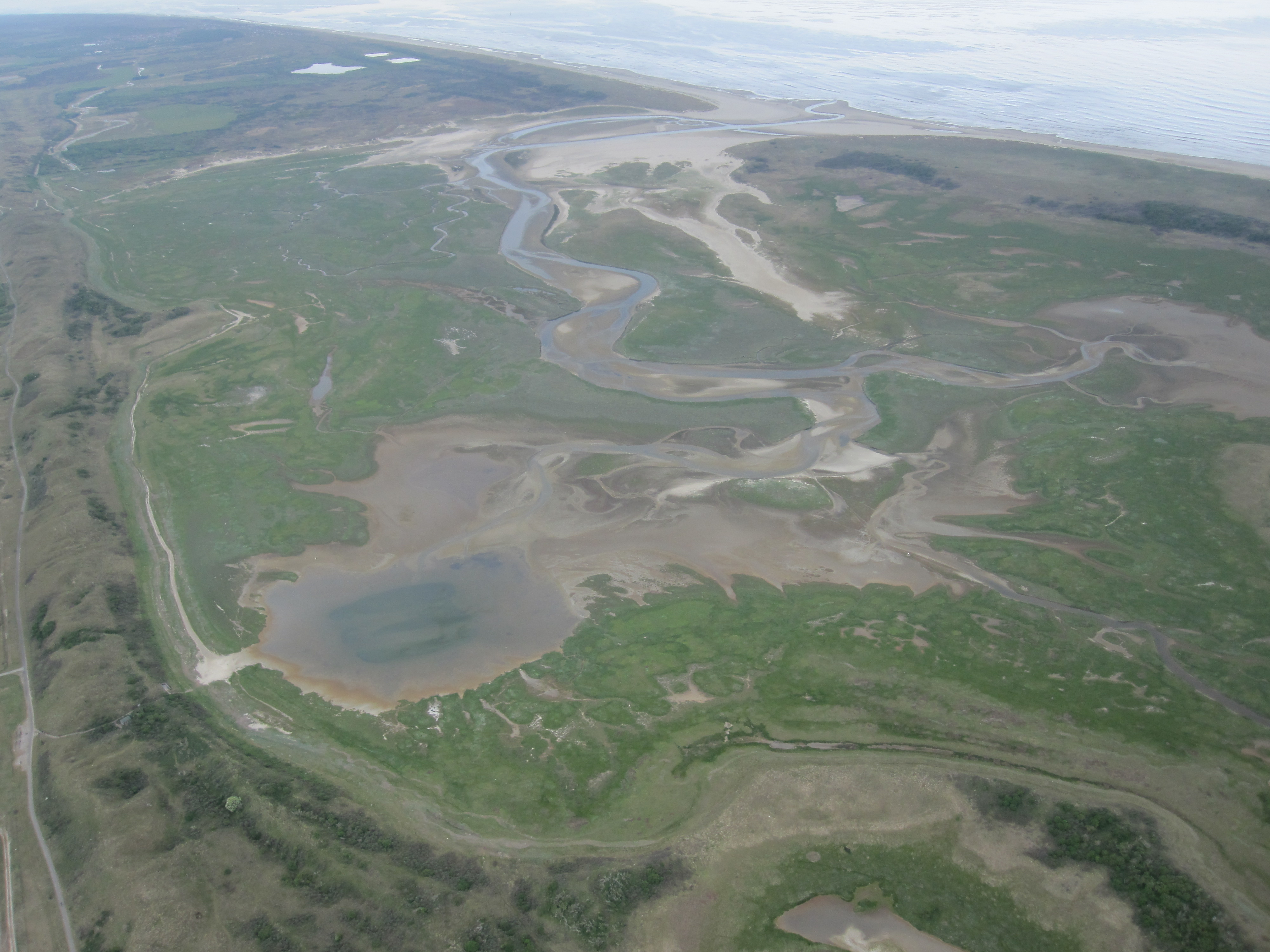
De Slufter op Texel, met duidelijke komberging

De komberging is de hoeveelheid water die in een gebied geborgen wordt tussen laag en hoog water, dus ook de hoeveelheid water die ieder getij het gebied instroomt. Soms wordt dit ook getijprisma genoemd, analoog aan het Engelse tidal prism.

## Belang van de komberging
De bepaling van de hoeveelheid komberging is relevant voor berekening van de hydraulische parameters van de waterstanden en stroomsnelheden in een door getij beïnvloed gebied, zoals een zeegat of een estuarium. Het is de komberging die bepaalt wat de stroomsnelheden zijn in het zeegat, en niet omgekeerd. Dus een verstoring van de komberging (bijv. door ontpolderen) maakt dat de stroomsnelheid in het zeegat groter wordt, waardoor dit waarschijnlijk zal verdiepen. Anderzijds zal een kunstmatige verkleining van het zeegat niet leiden tot een kleinere komberging, maar zal door erosie de kunstmatige verkleining weer ongedaan gemaakt worden.     

## Simpele benadering
Als een getijkom niet al te groot is (d.w.z. de lengte is klein t.o.v. de lengte van de getijgolf

) kan je aannemen dat de waterstand in deze kom horizontaal blijft en alleen met het getij op- en neer gaat. In dat geval is de komberging gelijk aan de oppervlakte van de kom vermenigvuldigd met het getijverschil in de kom.       
In de meest simpele vorm geldt dus voor de komberging:      
{\displaystyle P=B\Delta H}
waarin:      
{\displaystyle P} = komberging (getijprisma) (m3)
{\displaystyle B} = oppervlakte van de kom (m2)
{\displaystyle \Delta H}= getijverschil bij de monding (m)
Met deze simpele benadering is een goede afschatting van de stroomsnelheden in het zeegat te maken, wat onder meer noodzakelijk is als deze kom afgesloten moet worden. Zoals gesteld is de kombergingsbenadering een zeer eenvoudige methode om lokale hydraulische randvoorwaarden voor een afsluitingsconstructie te bepalen.      
Bij de kombergingsbenadering wordt de waterbeweging in het estuarium geschematiseerd zonder de invloed van wrijving en traagheid. De kombergingsvergelijking is als volgt:
{\displaystyle Q=B{dh_{3} \over dt}}
Hierin is Q het debiet in het zeegat, B de oppervlakte van de komberging en  {\displaystyle dh_{3}/dt} de stijg-, c.q. daalsnelheid van het water in de kom. 

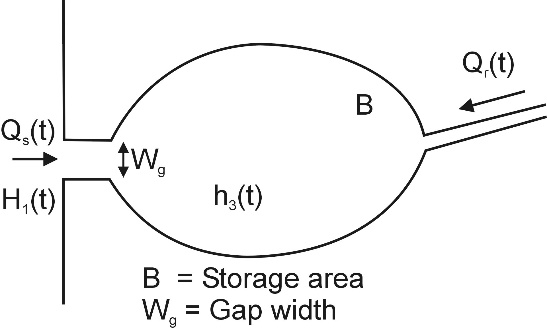
Schematische weergave van een komberging

In de figuur is een kombergingssysteem aangegeven.  Dit kombergingssysteem kent de volgende randvoorwaarden:
- een rivierafvoer, die als een debiet als functie van de tijd {\displaystyle Q_{r}(t)} wordt opgelegd, waarbij instroom positief wordt verondersteld.
- een debiet door het sluitgat {\displaystyle Q_{s}(t)}, dat volledig bepaald wordt door het verschil tussen bovenstroomse energiehoogte en waterstand in het sluitgat {\displaystyle H_{1}(t)} en {\displaystyle h_{2}(t)} en de afvoereigenschappen van het sluitgat, zoals breedte, drempelhoogte en afvoercoëfficiënt.

Voor een onvolkomen overlaat-situatie geldt dan: 
{\displaystyle {\begin{matrix}Q_{s}=\mu h_{2}W_{g}{\sqrt {2g(H_{1}-h_{2})}}\\h_{2}=h_{3}\qquad {\text{ voor }}h_{3}>{\frac {2}{3}}H_{1}\end{matrix}}}
Voor een volkomen overlaatsituatie geldt:
{\displaystyle {\begin{matrix}Q_{s}=m{\frac {2}{3}}h_{2}W_{g}{\sqrt {{\frac {2}{3}}gH_{1}}}\\h_{2}={\frac {2}{3}}H_{1}\qquad {\text{ voor }}h_{3}<{\frac {2}{3}}H_{1}\end{matrix}}}
In bovenstaande formules hebben de symbolen de volgende betekenis
| Qs | debiet door het sluitgat [m3/s]                                                    |
| Wg | doorstroomoppervlak ter plaatse van het sluitgat [m2]                              |
| g  | versnelling van de zwaartekracht [m/s2]                                            |
| H1 | energiehoogte bovenstrooms van het sluitgat ten opzichte van het drempelniveau [m] |
| h2 | waterstand in het sluitgat ten opzichte van het drempelniveau [m]                  |
| h3 | waterstand benedenstrooms van het sluitgat ten opzichte van het drempelniveau [m]  |
| d  | drempelhoogte van het sluitgat [m]                                                 |
| μ  | afvoercoëfficiënt voor de onvolkomen overlaatsituatie [-]                          |
| m  | afvoercoëfficiënt voor de volkomen overlaatsituatie [-].                           |

Door het combineren van bovenstaande vergelijkingen wordt de kombergingsvergelijking voor het systeem verkregen. Dit geeft:
{\displaystyle {\begin{matrix}\mu A{\sqrt {2g(H_{1}-h_{2})}}=B{dh_{3} \over dt}-Q_{r}\\h_{2}=h_{3}\qquad {\text{voor }}h_{3}>{\frac {2}{3}}H_{1}\\h_{2}={\frac {2}{3}}H_{1}\qquad {\text{voor }}h_{3}<{\frac {2}{3}}H_{1}\end{matrix}}}

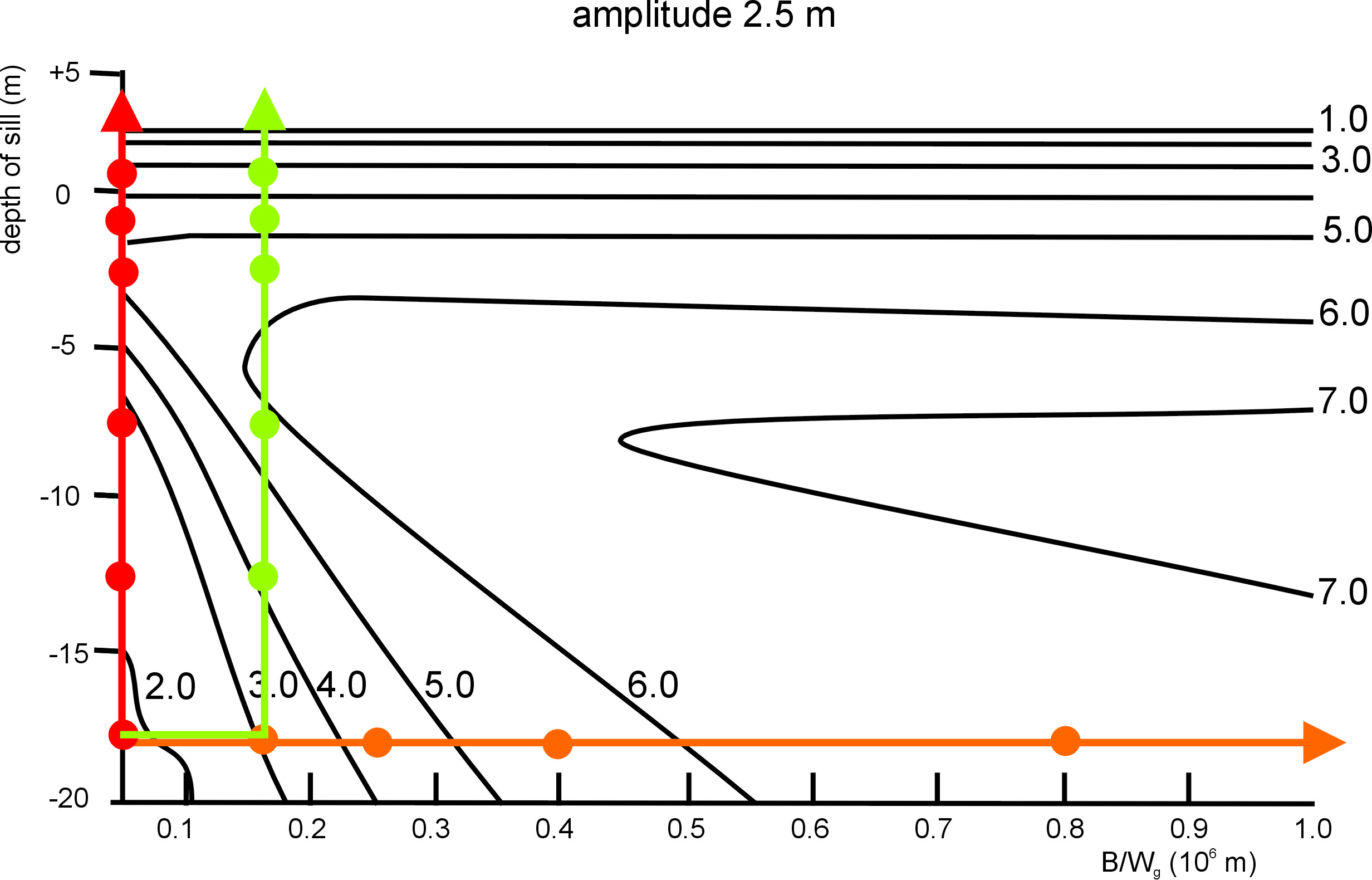
snelheid in m/s als functie van B/W_{g} en drempelhoogte

Hiermee is het mogelijk simpele grafieken te maken van de snelheden in een sluitgat tijdens het maken van een afsluiting. In bijgaand voorbeeld voor een getijamplitude van 2,5 m (dus een getijverschil van 5 m) is de snelheid aangegeven als functie van de verhouding komberging (B) over de sluitgatbreedte (Wg) en de diepte van de drempel (d'). De rode lijn geeft een zgn. verticale sluiting aan, waarbij over de gehele breedte van het sluitgat tijdens de sluiting het gat verondiept wordt (dit gebeurt bijv. bij een sluiting met een kabelbaan). De Oranje lijn geeft een horizontale sluiting aan, waarbij het gat van beide zijden dichtgemaakt wordt. Uit  deze grafiek blijkt dat de maximaal optredende snelheden bij een horizontale sluiting veel groter worden dan bij een verticale sluiting. De groene lijn geeft een combinatie aan; eerst wordt een deel horizontaal gesloten en daarna het restant verticaal.

## Nadere precisering[3]
Het is intussen niet geheel juist te veronderstellen dat de getijrijzing zelf maatgevend is, want de komberging wordt bepaald door het hoogteverschil van de vlakken waar kentering optreedt (in bijgaande figuren is de nummering uit de originele publicatie van Johan van Veen gehandhaafd). 

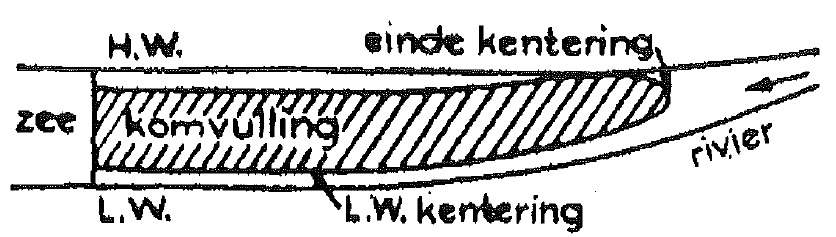
fig 5

In riviermonden en zeegaten is de kentering ongeveer 1 uur na HW en 1 uur na LW, De stroomsnelheid wordt namelijk wel door het verhang veroorzaakt doch kan het verhang niet snel genoeg volgen en 'ijlt na'. Het gevolg is dat de kenteringsvlakken dichter bij elkaar liggen dan de vlakken van HW en LW (fig. 5). Men moet hier immers in het oog houden dat de hoeveelheid water die stroomopwaarts van een zekere doorsnede wordt geborgen, bepaald wordt door de waterverplaatsing door die doorsnede tussen twee omkeringen van de stroom ter plaatse. 

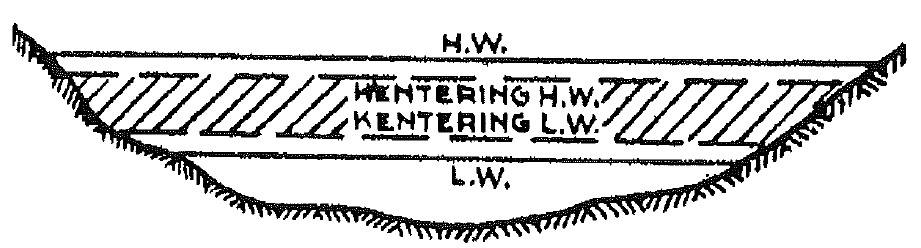
fig 6

Het zijn dus de kenteringshoogten en niet de HW en LW hoogten die bepalend zijn voor de vulling en lediging der kom (fig. 6). In getij boezems zonder zoetwaterafvoer geschiedt de kentering aan de randen overal tijdens HW en LW, doch daar waar stromen gaan moet doorgaans weer de factor, groot ongeveer 0,9 worden genomen in plaats van de volle komvulling. Is de hals van de vloedkom betrekkelijk nauw, en dat is zij meestal omdat de kleigordel niet in volledige mate uitgeschuurd is, dan heeft de vloedkom in het veengebied een z.g. vloedkuil. Gedetailleerde berekeningen met getijmodellen laten zien dat deze factor wel wat varieert, voor de Westerschelde is de factor 0,86, voor de Humber 0,88, voor het Eijerlandse gat 0,98 en het Amelander Zeegat 0,95.

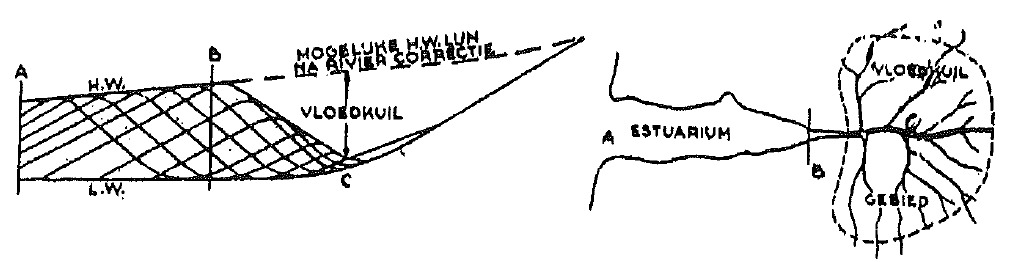
fig 7

Een vloedkuil is een terrein of een water, waar het HW, of waar de stormvloed niet zo hoog oploopt als verder zeewaarts. Vooral bij stormvloed kan de hals te nauw zijn in verhouding tot de grote boezem om deze geheel te vullen (fig. 7). VIoedkuilen komen (of kwamen) voor bij de Schelde bezuiden Antwerpen, in de Biesbosch, in de voormalige Zuiderzee, in de Eems bij Leer, enz.. De zg. kuildiepte kan bij stormvloed bv. maximaal 1 a 2 m zijn. De vloedkuilgebieden zijn betrekkelijk onveilige oorden; wanneer baggering of uitschuring in de hals deze verwijden, of indijking de komberging verkleint worden de stormvloeden er hoger.

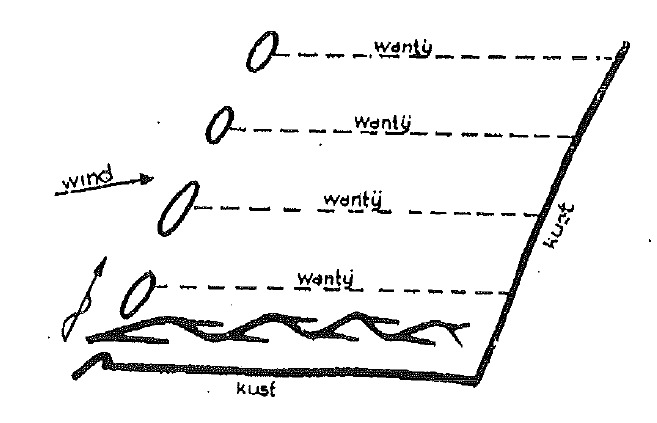
fig 8

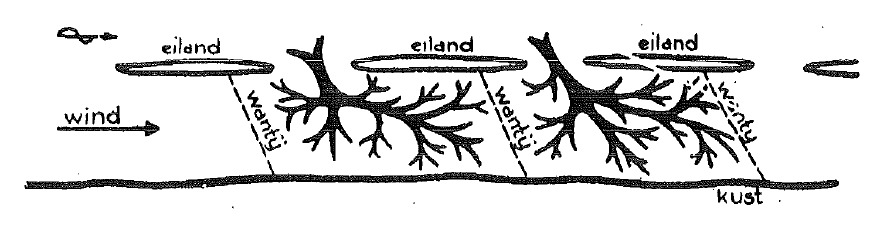
fig 9

## Wadkommen
Wadkommen zijn kombergingen achter eilanden. In tegenstelling tot een 'normale' vloedkom wordt een wadkom aan beiden zijden begrensd door een wantij. De nog in Nederland aanwezige wadkommen hebben in het Noorden een andere vorm dan in het zuiden. Een wadkom wordt begrensd door de kust van het vasteland en door de wantijen van de waddeneilanden. In het Noorden ligt de kust van 't vasteland meestal niet heel ver van de duinen-eilanden, in het Zuiden was de afstand groter. In het zuiden zijn de wadkommen inmiddels door de deltawerken geheel verdwenen. Mede door het grotere tijverschil in het zuiden werden hier de komvullingen dus groot en werden de zeegaten dientengevolge wijd en diep. Schematisch zijn de verschillen tussen Zeeland en het Noorden in fig. 8 en 9 aangegeven.
De in de wadkommen gevormde geulenstelsels vertonen boomvormen: die in Zeeland doen denken aan slanke populieren (fig. 8), of ook wel aan warrig struikgewas, die in het noorden aan lage appelbomen (fig. 9). Beschouwt men een 'boom' als bv. die van de Westerschelde, dan is de stam een wijde geul die zich beurtelings van linkeroever tot rechteroever slingert en zijn er voorts takken die uit elke bocht zich in stroomopwaartse richting langs de oevers uitstrekken. Zo'n tak noemt men vloedschaar.

## Geschiedenis  van de komvorming in Nederland[3]
Onze kust is in beginsel een waddenkust (fig. 3). De oorspronkelijk met een zeer geringe helling in zee onderduikende grillig gevormde zandkust - te geringe helling om bestaanbaar te blijven aan een zee met tij en golfslag - kreeg door de golf- en stroomwerking der Noordzee een snoer waddeneilanden voor zich, met zeegaten tussen die eilanden. Daarachter was het wad, een secundaire zee, waarin aanslibbing optrad. (fig. 1).      
Zo hebben wij normaliter 4 gordels:     
- de duingordel
- de wadgordel
- de kleigordel
- de veengordel.

Duin- en kleigordel zijn verwant, het zijn schoorwallen, die herhaalde malen doorbroken zijn. Bij doorbraken kan men in verticale zin weer 3 zones onderscheiden: 
1. de stroomzone
2. de golfslagzone
3. de windzone (fig. 2).

De overgangen liggen in Nederland ongeveer bij 2,5 m onder en 2,5 m boven N.A.P., dit is ongeveer bij de normale brandingsgrens en bij de duinvoet; de overgangen zijn uiteraard zeer onscherp en de zones gaan vloeiend in elkaar over. In zone 1 treft men de eb- en vloedschaar systemen aan, die hieronder nader worden besproken, in zone 2 werken de krachtige golfturbulenties en de oscillerende stromen in golven, die een strandwal willen opwerpen, en in zone 3 werkt de windkracht die de duinen formeert. De golfslag wil een ononderbroken gladde schoorwal maken en de getijstromen verzetten zich daartegen. Het compromis tussen beiden is een onderbroken schoorwal, de welbekende eilandenrij.
Bij de secundaire schoorwal of kleigordel treft men wel de zones 1 en 2, doch niet de windzone aan. De golfslagzone ziet men, wat de lijzijde van een 'boezem' betreft, in de vorm van betrekkelijk lage 'kop-' oeverwallen. Aan de windzijde kan men de door de heersende wind veroorzaakte oost-west lopende landtongen verwachten, die ook 'spit' genoemd worden. Een voorbeeld is de dichtgeslibde Fivelboezem, waar achtereenvolgens,  twee 'kopwallen' en drie 'staartwallen' opgeworpen zijn (fig. 4). De samenvattende naam is 'oeverwallen', al denkt men bij dit woord meer aan de twee oeverwallen van een rivier.
In het Zuiden (Vlaanderen) was de oorspronkelijke wadvlakte smal (fig. 3). Deze verdween in historische tijd geheel door opvulling. Het Zeeuwse deel bleef tot heden half wad, half land. Het Rijnuitlaatgebied werd grotendeels land en ten noorden van Monster was door aanwezigheid van het Rijnwater in de laatste geologische tijd een abnormaal zoet gebied, waar, achter een brede solide duinregel'', een veenlandschap zich kon handhaven. Dit centraal gelegen waddengebied is door de Rijn zo sterk beïnvloed dat het een abnormaal dikke veen-opvulling verkreeg. Pas bij Alkmaar begint de eigenlijke kleigordel die ver Oostwaarts gaat en die op vele plaatsen door inbraken doorbroken is. Deze kleigordel, of secundaire schoorwal, kon met behulp van terpen reeds vroeg bewoond worden. De veengordel - en hiertoe behoort ook het thans zo belangrijke Holland tussen Alkmaar en Rotterdam-Delft - kwam niet in cultuur dan na de invallen der Noormannen.
Beoosten het Vlie schijnt de duinkust nimmer voldoende gesloten te zijn geweest om veenvorming direct achter de duinen te kunnen veroorzaken. Inbraken zijn niet zozeer het gevolg van actieve stootkracht van de zee, dan wel van het passieve aanwezig zijn van lage kommen achter de kieigordel of schoorwal. Kon het getij toegang krijgen tot zo'n kom dan sleet zij allengs in een aantal decennia een geul uit. Niet de getijgeulen zijn primair, doch de kombergingen.
De algemene vorm van een zee-inbraak is dan ook een brede, soms haast ronde boezem in het veengebied (Zuiderzee, Biesbosch in zijn grootste uitbreiding, Dollard, Jadeboezem) en een betrekkelijk nauwe hals in de weerstand tegen uitschuring biedende kleigordel. De capaciteit van een getijgeul hangt af van grootte en vorm der kom en ook van de grootte der getijrijzing.